# Fosfatidil-N-metiletanolammina N-metiltransferasi
La fosfatidil-N-metiletanolammina N-metiltransferasi è un enzima appartenente alla classe delle transferasi, che catalizza la seguente reazione:
S-adenosil-L-metionina + fosfatidil-N-metiletanolammina ⇄ S-adenosil-L-omocisteina + fosfatidil-N-dimetiletanolammina
L'enzima catalizza anche il trasferimento di un ulterioriore gruppo metilico, producendo fosfatidilcolina.